# Vlag van Delta Amacuro

Vlag van Delta Amacuro
lichtblauw
groen
blauw

De vlag van Delta Amacuro is in drie vlakken verdeeld en heeft een ratio van 2:3. Er staat aan de linkerkant in een driehoek de kaart van Delta Amacuro. Rechts daarvan is de vlag in drie horizontale banen verdeeld, waarbij in de lichtblauwe baan vier witte vijfpuntige sterren staan. De vlag is in 2004 ontworpen en is officieel in gebruik sinds 14 oktober van dat jaar.
De banen aan de rechterzijde verhouden zich tot elkaar als 2:1:2. De lichtblauwe kleur symboliseert de hemel boven de staat en staat ook voor hoop en de kracht om moeilijkheden te overwinnen. De sterren staan net als in de vlag van Venezuela in een halve cirkel en vertegenwoordigen de vier gemeenten van de staat: Antonio Díaz, Casacoima, Pedernales en Tucupita. Hun witte kleur symboliseert vrede en harmonie. De donkerblauwe kleur van de onderste baan en de driehoek symboliseren alle waterstromen in de deelstaat die door de Orinoco worden gevoed. De groene baan symboliseert de bossen, de landbouw en het natuurbeheer.
De driehoek aan de linkerzijde van de vlag symboliseert de rivierdelta van de Orinoco, die de vorm van de Griekse letter delta aanneemt. De rand van de driehoek bestaat uit vier kleuren: wit, geel, bruin en zwart. De witte kleur staat voor de ontdekkers van het gebied, het geel verwijst naar de bodemrijkdommen en de zon, het bruin staat voor de vruchtbaarheid en de Warao-indianen en het zwart symboliseert de olierijkdom.